# Koka (jezero)
Koka (ili Gelila) je umjetno jezero na rijeci Avaš u Etiopiji, udaljeno oko 75 km južno od glavnog grada Adis Abebe.

## Osobine jezera Koka
Jezero leži u Velikoj rasjednoj dolini u zoni Zoni Misrak Šoa (Regija Oromija).
Preko rijeke Avaš za potrebe hidroelektrane kao i u cilju regulacije vodotoka Avaša, koji je inače često plavio nizvodna područja, podignuta je betonska brana dužine 458 m, najveće visine u središnjem dijelu 47 m.
Izgradnja je započela u prosincu 1957., a dovršana je 3. svibnja 1960. za gradnju je utrošeno 30,641,000 etiopskih Bira Branu su izgradila talijanska poduzeća, to je bila jedna vrst pomoći i reparacije Italije za razdoblje talijanske okupacije (1936. – 1941.).
S površinom od 25 000 ha, je 20-to po veličini umjetno jezero u Africi. Kako se nalazi blizu Adis Abebe, danas je jezero Koka popularno izletište. Obale jezera su stanište brojnih ptica i divljih životinja.
Jezero je bogato ribom, godišnje se izlovi oko 625 tona što predstavlja oko 52% do 89% održive količine izlova.
Rijeke Avaš i Modžo donose velike količine minerala, koji uzrokuju veliku sedimentaciju na postrojenjima brane i dnu jezera.

## Vanjske poveznice
- Koka Dam and Awash Valley, MediaEthiopia